# ラシアンルーブル
ラシアンルーブル（Russian Roubles、1980年3月30日 - 不明）はアメリカ合衆国生産の競走馬、種牡馬。現役時代は凡庸な成績に終わったが、日本に種牡馬として輸入後は1991年の優駿牝馬優勝馬イソノルーブルなどを送り出した。

## 経歴

### 競走馬時代
イギリスにて7戦2勝。ホートンステークス、ウェールズダービーを制し、キングエドワード7世ステークス (G2) ではアイリッシュダービー馬シャリーフダンサーに敗れ2着。イギリスチャンピオンステークスの13着を最後に引退する。

### 種牡馬入り後
マルゼンスキーやヤマニンスキーらの成功もあり、当時日本へは多くのニジンスキー産駒が輸入されていた。本馬も競走成績は一流ではなかったが血統の良さから日本で種牡馬生活を送ることとなる。同世代ではホクトベガの父であるナグルスキーなども日本へ導入されている。
父、母の父バックパサーの組み合わせはマルゼンスキー、ヤマニンスキーと同じで、とくにマルゼンスキーとは母母父プリンスキロまで同じである。そのため、マルゼンスキーの代替種牡馬として、生産地で高い人気を博した。
2003年12月20日、23歳という年齢もあり用途変更、種牡馬を引退となった。しかし、イソノルーブルなどの活躍馬を輩出したにもかかわらず、用途変更となった後の消息は分かっていない。

## 主な産駒
太字は勝利したGⅠ級競走。
- 1986年産
  - サツキオアシス（スポニチ賞金杯2着）
- 1987年産
  - エクセルワイザー（道営記念、瑞穂賞）[3]
- 1988年産
  - イソノルーブル（優駿牝馬、報知杯4歳牝馬特別）[4]
  - ルーブルアクト（鳴尾記念）[5]
  - ラシアンゴールド（帝王賞、フェブラリーハンデキャップ）[6]
  - ユウユウサンボーイ（全日本3歳優駿、北上川大賞典）[7]
- 1989年産
  - サツマコムスメ（読売レディス杯、中日杯）[8]
- 1995年産
  - リワードニンファ（関屋記念）[9]
  - マイネルクラシック（北海道3歳優駿）[10]
- 1997年産
  - キングラシアン（佐賀金盃、肥後菊賞、荒尾ダービー）[11]

### ブルードメアサイアーとしての主な産駒
- 1994年産
  - グランドシンザン（父ミホシンザン、愛知杯）[12]
- 1996年産
  - ハギノハイグレイド（父コマンダーインチーフ、東海ステークス2回、アンタレスステークス、ジャパンカップダート2着）[13]
- 1999年産
  - ホクザンフィールド（父ライブリマウント、兵庫大賞典、六甲盃、兼六園ジュニアカップ、園田ジュニアカップ、ゴールドジュニア、姫山菊花賞、新春賞）[14]
- 2005年産
  - ダイシンオレンジ（父アグネスデジタル、平安ステークス、アンタレスステークス）[15]
- 2009年産
  - アートサハラ（父マンハッタンカフェ、羽田盃）[16]

上記以外にもキングズソードの祖母であるリボンストロベリー（1997年産、父デインヒル）も本馬が母父である。

## 血統表
| ラシアンルーブルの血統   | ラシアンルーブルの血統                                         | ラシアンルーブルの血統                                         | （血統表の出典）                                               | （血統表の出典） |
| 父系                     | ニジンスキー系                                                 | ニジンスキー系                                                 | ニジンスキー系                                                 | [ § 2 ]          |
| 父 Nijinsky II 1967 鹿毛 | 父の父Northern Dancer 1961 鹿毛                                | Nearctic                                                       | Nearco                                                         | Nearco           |
| 父 Nijinsky II 1967 鹿毛 | 父の父Northern Dancer 1961 鹿毛                                | Nearctic                                                       | Lady Angela                                                    |                  |
| 父 Nijinsky II 1967 鹿毛 | 父の父Northern Dancer 1961 鹿毛                                | Natalma                                                        | Native Dancer                                                  | Native Dancer    |
| 父 Nijinsky II 1967 鹿毛 | 父の父Northern Dancer 1961 鹿毛                                | Natalma                                                        | Almahmoud                                                      |                  |
| 父 Nijinsky II 1967 鹿毛 | 父の母Flaming Page 1959 鹿毛                                   | Bull Page                                                      | Bull Lea                                                       | Bull Lea         |
| 父 Nijinsky II 1967 鹿毛 | 父の母Flaming Page 1959 鹿毛                                   | Bull Page                                                      | Our Page                                                       |                  |
| 父 Nijinsky II 1967 鹿毛 | 父の母Flaming Page 1959 鹿毛                                   | Flaring Top                                                    | Menow                                                          | Menow            |
| 父 Nijinsky II 1967 鹿毛 | 父の母Flaming Page 1959 鹿毛                                   | Flaring Top                                                    | Flaming Top                                                    |                  |
| 母 Squander 1974 鹿毛    | 母の父Buckpasser 1963 鹿毛                                     | Tom Fool                                                       | Menow                                                          | Menow            |
| 母 Squander 1974 鹿毛    | 母の父Buckpasser 1963 鹿毛                                     | Tom Fool                                                       | Gaga                                                           |                  |
| 母 Squander 1974 鹿毛    | 母の父Buckpasser 1963 鹿毛                                     | Busanda                                                        | War Admiral                                                    | War Admiral      |
| 母 Squander 1974 鹿毛    | 母の父Buckpasser 1963 鹿毛                                     | Busanda                                                        | Businesslike                                                   |                  |
| 母 Squander 1974 鹿毛    | 母の母Discipline 1956 栗毛                                     | Princequillo                                                   | Prince Rose                                                    | Prince Rose      |
| 母 Squander 1974 鹿毛    | 母の母Discipline 1956 栗毛                                     | Princequillo                                                   | Cosquilla                                                      |                  |
| 母 Squander 1974 鹿毛    | 母の母Discipline 1956 栗毛                                     | Lady Be Good                                                   | Better Self                                                    | Better Self      |
| 母 Squander 1974 鹿毛    | 母の母Discipline 1956 栗毛                                     | Lady Be Good                                                   | Past Eight                                                     |                  |
| 母系(F-No.)              | (FN:8-h)                                                       | (FN:8-h)                                                       | (FN:8-h)                                                       | [ § 3 ]          |
| 5代内の近親交配          | Menow 4×4= 12.50%、Blue Larkspur 5×5=6.25%、Bull Dog 5×5=6.25% | Menow 4×4= 12.50%、Blue Larkspur 5×5=6.25%、Bull Dog 5×5=6.25% | Menow 4×4= 12.50%、Blue Larkspur 5×5=6.25%、Bull Dog 5×5=6.25% | [ § 4 ]          |
| 出典                     | 1. 2. 3. 4.                                                    | 1. 2. 3. 4.                                                    | 1. 2. 3. 4.                                                    | 1. 2. 3. 4.      |

- 姉パウンドフーリッシュはアメリカのGIを7勝したグッバイヘイローの母[18]。近親にはほかにトウカイパルサー（愛知杯）など[18]。